# Amahl Pellegrino
Amahl Pellegrino (Drammen, 1990. június 18. –) norvég labdarúgó, az amerikai San Jose Earthquakes csatára.

## Pályafutása
Pellegrino a pályafutását a szülővárosában, a Drammennél nevelkedett.
2012-ben mutatkozott be a másodosztályban szereplő Bærum felnőtt csapatában. A 2012-es szezonban a klub kiesett a harmadosztályba, ahol a 2013-as szezonban feljutott. 2014 nyarán az első osztályban játszó Lillestrøm csapatához igazolt. Első meccse a ligában 2014 augusztusában, az FK Haugesund ellen volt. 2015-ben a Mjøndalen klubjához került, ahol az első majd a másodosztályban szerepelt. 2017. november 20-án két éves szerződést írt alá a Strømsgodsettel. A 2019-es szezon második felét már a Kristiansundnál töltötte. A 2019. október 27-ei 4–2-re megnyert mérkőzésen Pellegrino mesterhármast lőtt a Viking ellen. A 2020-as szezonban 29 mérkőzésen 25 gólt szerzett, így a második helyezést érte el Kasper Junker után. A 2020–21-es szezonban egy fél idényt a szaúd-arábiai első osztályban résztvevő Damak csapatában játszott. 2021-ben visszatért Norvégiába és a Bodø/Glimtnél folytatta a labdarúgást. A 2022-es idényben, 27 mérkőzésen elért 25 góljával, illetve a 2023-as szezonban 29 meccsen elért 24 góljával kétszer is megszerezte az Eliteserien gólkirályi címét. 
2024. február 23-án az amerikai San Jose Earthquakes szerződtette.

## Statisztikák
2024. augusztus 14. szerint
| Klub                 | Szezon   | Osztály                   | Bajnokság | Bajnokság | Kupa  | Kupa | Nemzetközi | Nemzetközi | Összesen | Összesen |
| Klub                 | Szezon   | Osztály                   | Meccs     | Gól       | Meccs | Gól  | Meccs      | Gól        | Meccs    | Gól      |
| -------------------- | -------- | ------------------------- | --------- | --------- | ----- | ---- | ---------- | ---------- | -------- | -------- |
| Bærum                | 2012     | divisjon 1.               | 25        | 6         | 1     | 0    | —          | —          | 26       | 6        |
| Bærum                | 2013     | divisjon 2.               | 25        | 17        | 2     | 1    | —          | —          | 27       | 18       |
| Bærum                | 2014     | divisjon 1.               | 18        | 10        | 2     | 1    | —          | —          | 20       | 11       |
| Lillestrøm           | 2014     | Tippeligaen               | 7         | 0         | 1     | 0    | —          | —          | 8        | 0        |
| Lillestrøm           | 2015     | Tippeligaen               | 13        | 0         | 2     | 3    | —          | —          | 15       | 3        |
| Mjøndalen            | 2015     | Tippeligaen               | 11        | 2         | 1     | 0    | —          | —          | 12       | 2        |
| Mjøndalen            | 2016     | divisjon 1.               | 30        | 8         | 2     | 3    | —          | —          | 32       | 11       |
| Mjøndalen            | 2017     | divisjon 1.               | 29        | 18        | 4     | 2    | —          | —          | 33       | 20       |
| Strømsgodset         | 2018     | Eliteserien               | 25        | 2         | 7     | 2    | —          | —          | 32       | 4        |
| Strømsgodset         | 2019     | Eliteserien               | 14        | 2         | 2     | 2    | —          | —          | 16       | 4        |
| Kristiansund         | 2019     | Eliteserien               | 10        | 8         | 0     | 0    | —          | —          | 10       | 8        |
| Kristiansund         | 2020     | Eliteserien               | 29        | 25        | 0     | 0    | —          | —          | 29       | 25       |
| Damak                | 2020–21  | Saudi Professional League | 12        | 2         | 0     | 0    | —          | —          | 12       | 2        |
| Bodø/Glimt           | 2021     | Eliteserien               | 15        | 6         | 0     | 0    | 8          | 2          | 23       | 8        |
| Bodø/Glimt           | 2022     | Eliteserien               | 27        | 25        | 2     | 1    | 17         | 8          | 46       | 34       |
| Bodø/Glimt           | 2023     | Eliteserien               | 29        | 24        | 7     | 2    | 14         | 8          | 50       | 34       |
| San Jose Earthquakes | 2024     | MLS                       | 23        | 5         | 1     | 0    | 4          | 0          | 28       | 5        |
| Összesen             | Összesen | Összesen                  | 342       | 160       | 34    | 17   | 43         | 18         | 419      | 195      |

## Sikerei, díjai
Strømsgodset
- Norvég Kupa
  - Döntős (1): 2018

 Bodø/Glimt
- Eliteserien
  - Bajnok (2): 2021, 2023
  - Ezüstérmes (1): 2022

- Norvég Kupa
  - Döntős (2): 2021–22, 2023

Egyéni
- A norvég első osztály gólkirálya: 2022 (25 góllal), 2023 (24 góllal)
- Eliteserien – Az Év Játékosa: 2023